# 異色祕鱂
異色祕鱂為輻鰭魚綱鯉齒目鯉齒鱂科的其中一種。

## 分布
本魚廣泛分布於非洲北部、地中海沿岸、中東的淡水、半鹹水區域。

## 特徵
本魚體型修長，體格健壯。通常體色為藍褐色，在身體前部有淺藍色亮斑，但到了後部斑點便連成直條紋。尾鰭上有深藍色條紋和黃色的後邊緣，其他鰭為淺黃色；繁殖期的雄魚體色較深。體長可達7公分。

## 生態
本魚棲息於海岸地區，可忍受高鹽度，喜群游，屬草食性，產浮游性卵。

## 經濟利用
可做觀賞魚。